# ويليس إي ديفيس
ويليس إي ديفيس (بالإنجليزية: Willis E. Davis)‏ هو لاعب كرة مضرب أمريكي سابق، اعتزل اللعب في 1923. كما أنه أحد أبطال الجراند سلام حيث فاز ببطولة أمريكا المفتوحة للتنس. أعلى تصنيف له في الفردي كان المركز الـ 9 في سنة 1919.

## ألقاب الجراند سلام

### الزوجي المختلط (1)
| التاريخ | البطولة                     | الشريك        | المنافسون              | النقاط   |
| 1916    | بطولة أمريكا المفتوحة للتنس | إليونورا سيرز | فلورنس بالين بيل تيلدن | 6–4, 7–5 |